# Fischpüddelchen

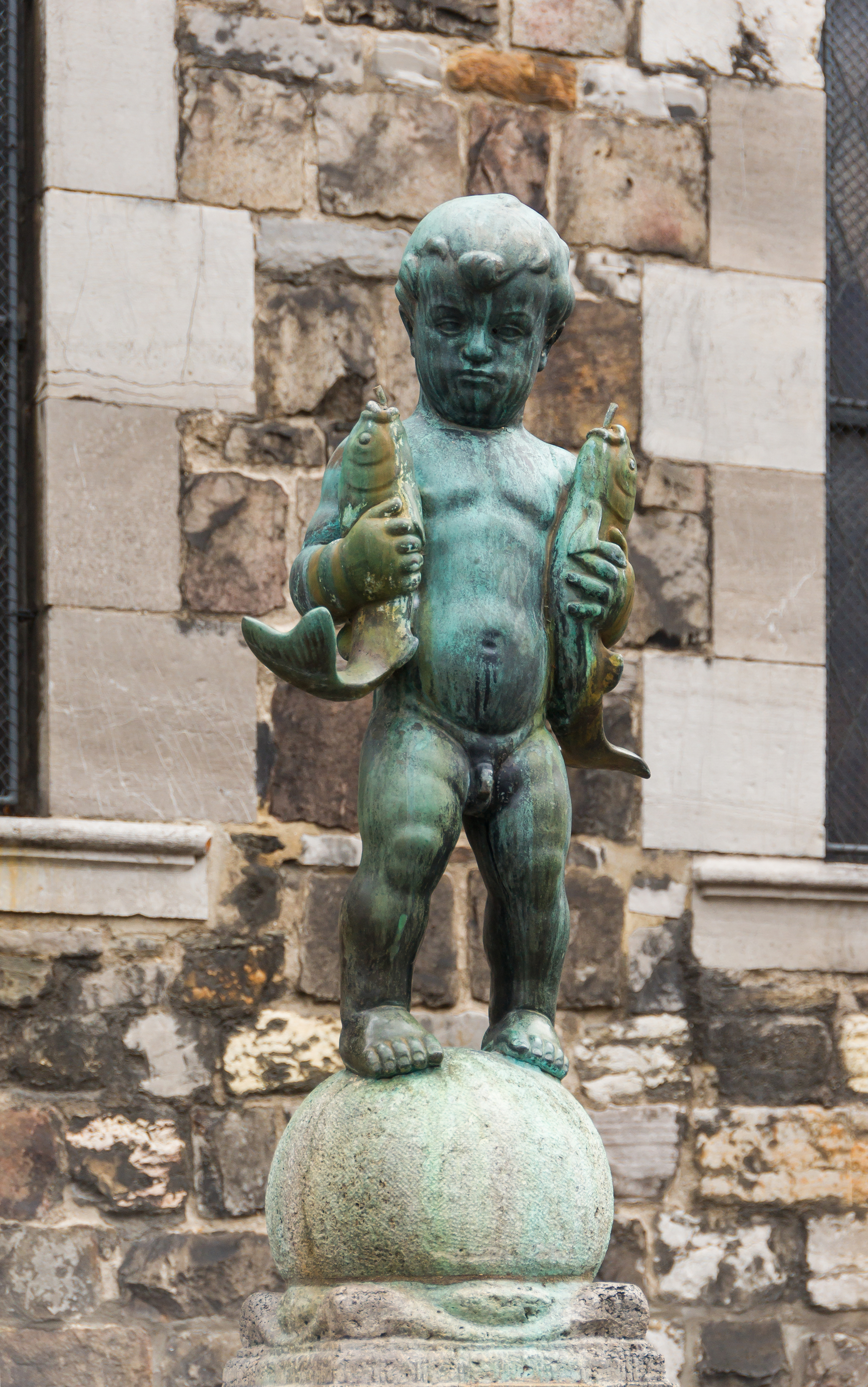
Brunnenfigur

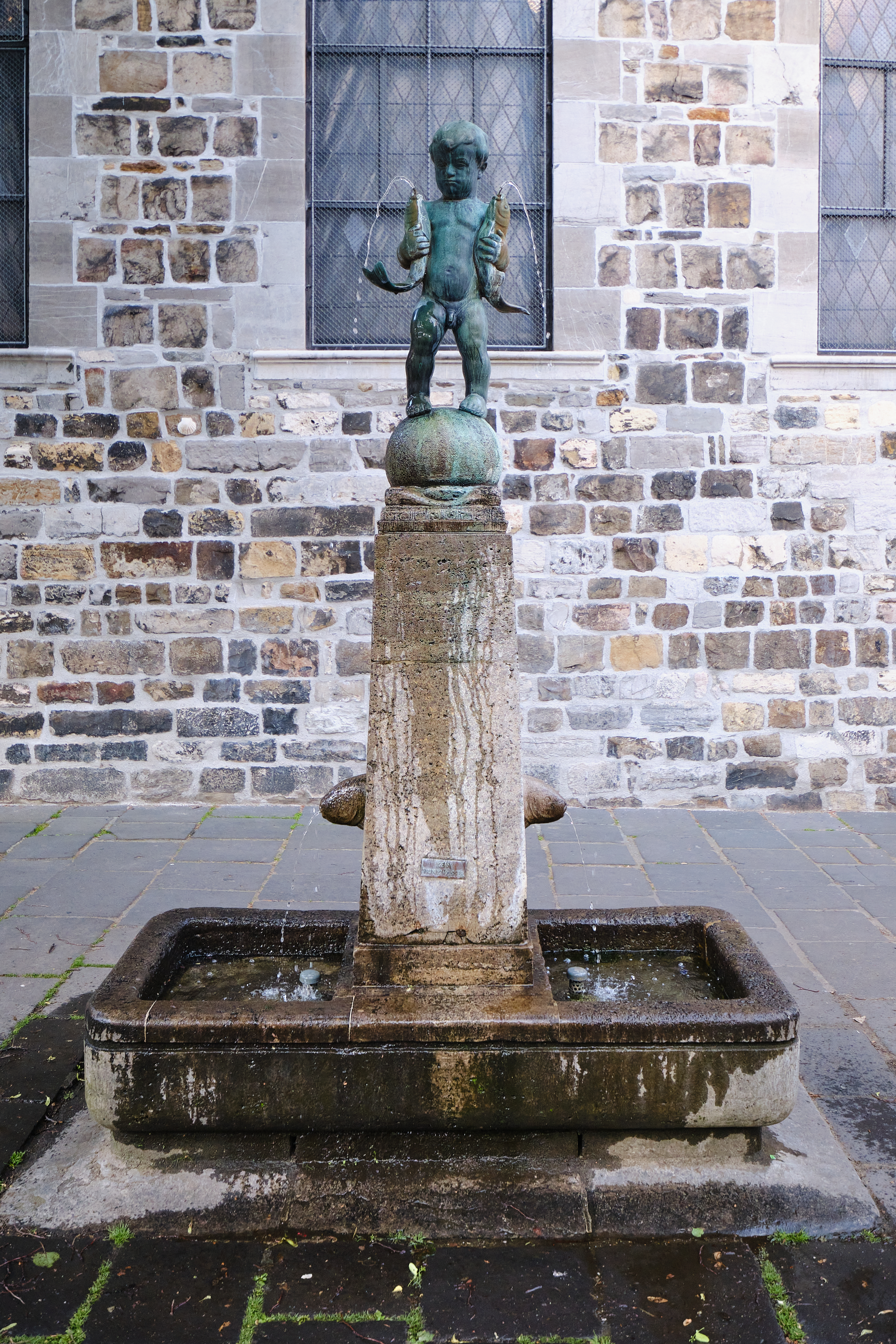
Gesamtansicht Fischpüddelchen

Fischpüddelchen ist ein ursprünglich 1911 errichtetes Brunnendenkmal Hugo Lederers vor dem Baptisterium des Aachener Domes am Fischmarkt in Aachen. Die Figur wurde im Zweiten Weltkrieg eingeschmolzen und 1954 nach dem zerstörten Vorbild von Heinrich-Clemens Dick neu erstellt.
Der Brunnen ist eine veränderte Kopie des 1910 errichteten und heute am Wiener Platz in München stehenden Fischerbuberl-Brunnens des  Bildhauers Ignatius Taschner.

## Beschreibung
Die Brunnenfigur ist eine Bronze-Plastik. Sie zeigt einen puttenhaften, unbekleideten Jungen, der in jeder Hand einen großen lebenden Fisch hält. Sein Gesichtsausdruck wirkt angestrengt, als konzentriere er sich ganz darauf, die Fische nicht zu verlieren. Sie hat gewisse Ähnlichkeit mit Manneken Pis in Brüssel, der Wasserauslass des Brunnens erfolgt jedoch aus den Mäulern der Fische. Die Figur steht auf einer Steinkugel, die ihrerseits auf einer Säule eingebettet ist, an deren Fuß sich seitlich zwei Auffangbecken befinden. Der Brunnen wurde aus Wasser der Pau gespeist.

## Geschichte
Fischpüddelchen war ein Geschenk Lederers an die Stadt, der bereits das Aachener Reiterstandbild Kaiser Friedrichs III. erschaffen hatte. Das Brunnendenkmal löste wegen der freizügigen Darstellung Streit aus, wurde mehrfach eigenmächtig versetzt und versteckt und deshalb 1917 aus dem öffentlichen Raum vorübergehend entfernt. Wiederaufstellungsbeschlüsse der Stadtverordnetenversammlung aus 1925 und 1931 wurden erst 1933 umgesetzt. Fischpüddelchen wurde wieder am alten Standort aufgestellt. Die Figur musste aber bald als „Metallspende“ abgegeben werden und wurde eingeschmolzen.
1954 fertigte Heinrich-Clemens Dick eine Nachschöpfung der im Gegensatz zum Hühnerdieb nicht mehr als Modell erhaltenen ursprünglichen Figur an; sie wurde wiederum am Fischmarkt aufgestellt. Als Modell diente dem Künstler sein damals siebenjähriger Sohn Georg Clemens Dick.